# كويزي متموج الحاشية
كويزي متموج الحاشية (الاسم العلمي: Cantharellus sinuosus) هو نوع من الفطريات يتبع جنس الكويزي من فصيلة الكويزية.